# Интерферометър
Интерферометър е оптичен инструмент, чийто принцип на действие се основава на явлението интерференция. При интерферометъра сноп от електромагнитно излъчване (светлина, радиовълни и др.) се разделя пространствено на два или повече кохерентни снопа. Всеки сноп преминава различни оптически пътища и попада върху екран, като едновременното попадане на двата снопа създава интерференчна картина, по която може да се установи разликата във фазите на двата снопа. Това дава възможност да се установи дължината на вълната с голяма точност.
Интерферометрите намират приложение за точно измерване на дължина, например в машиностроенето, както и за оценка на качеството на оптични повърхности и проверка на оптични системи.

## Опити за наблюдаване на интерференция
- Опит на Юнг
- Огледало на Лойд
- Френелово огледало
- Бипризма на Френел
- Интерференция в тънки слоеве
- Нютонови пръстени

## Интерферометрите в астрономията
Интерферометрите се използват широко в астрономията за създаване на радио- и оптични телескопи с висока разделителна способност. Те позволяват да се замени телескоп с голяма апертура (която е необходима за получаване на висока разделителна способност с комбинация от телескопи с по-малка апертура, които са съединени на принципа на интерферометъра. Особено приложение интерферометрите намират в радиоастрономията. Тъй като при относително ниските радиочестоти изискванията за дискретизация и цифровизиране на сигналите не са толкова строги, съществува възможност за обединяване на радиотелескопите в мрежа (Радиоинтерферометрия със свръхдълги бази – РСДБ).

## Типове
- Интерферометър на Жамен

- Интерферометър на Мах – Цендер
- Интерферометър на Рождественски

- Интерферометър на Майкелсън
- Интерферометър на Релей
- Интерферометър на Саняк
- Интерферометър на Физо
- Интерферометър на Фабри – Перо